# Elaver turongdaliriana
Elaver turongdaliriana là một loài nhện trong họ Clubionidae.
Loài này thuộc chi Elaver. Elaver turongdaliriana được Alberto Barrion & James A. Litsinger miêu tả năm 1995.